# 2140 Kemerovo
2140 Kemerovo (1970 PE) là một tiểu hành tinh vành đai chính được phát hiện ngày 3 tháng 8 năm 1970 bởi L. Chernykh ở Nauchnyj.